# ایوان اکلیند
ایوان اکلیند (سوئدی: Ivan Eklind؛ ۱۵ اکتبر ۱۹۰۵ – ۲۳ ژوئیه ۱۹۸۱) یک داور فوتبال اهل سوئد بود. او همچنین داور فینال جام جهانی فوتبال ۱۹۳۴ بود.